# Islas Los Jardines
Las Islas Los Jardines  son dos islas fantasma localizadas al este de lo que ahora son las Islas Marshall, también pueden coincidir con el grupo insular de Kwajalein, estas fueron visitadas por los exploradores españoles Álvaro de Saavedra en 1528 y por  Ruy López de Villalobos en 1542.